# Brahmán (casta)

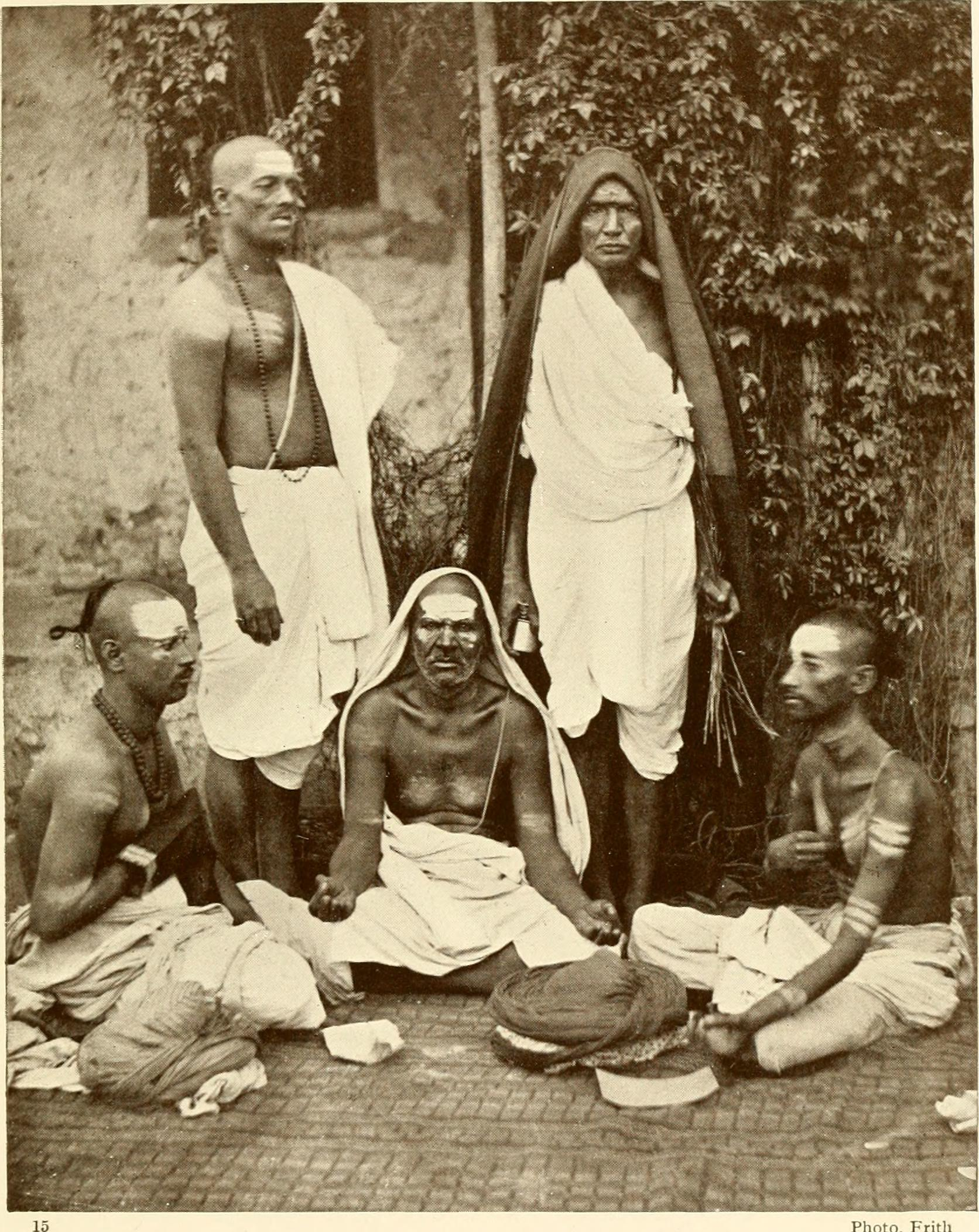
Grupo de brahmanes (1913)

En la tradición religiosa hinduista, el bráhmana es el miembro de la casta sacerdotal (upola más importante de las cuatro) y la conforman los sacerdotes y los asesores del rey.
En la época védica (antes del siglo V a. C.) los sacerdotes eran los encargados exclusivos de cantar los himnos del Rig-veda para la ofrenda de sacrificios. El canto de esos himnos estaba prohibido (bajo pena de muerte) para alguien que no fuera bráhmana. El permiso para cantarlo se transmitía de padres a hijos en una familia de cantores.

## Nombres
En la escritura devánagari se escribe ब्राह्मण (brāhmaṇa)
La RAE decidió adaptarlo al español como «brahmán» (palabra aguda), lo que coincide con la pronunciación aguda francesa brahmán, aunque no con la pronunciación esdrújula sánscrita (brāhmaṇa) ni con la grave o llana inglesa brahman.
También se lo conoce como:
- vipra (erudito).
- duiya (dvija, ‘nacido [ya] dos veces [dui]’), aunque este nombre se le da también a los chatrías (militares) y a los vaishias (comerciantes y agroganaderos).
- duiyóttama (el mejor [úttama] entre los duiya).
- bhusura (un dios [sura] sobre la Tierra [Bhū]).

## Vestiduras de un duiya
Los duiyas, o sea las tres castas superiores (sacerdotes, guerreros y comerciantes), se diferencian de la inmensa mayoría de la población (siervos o esclavos) por el uso de un upavita (cordón sagrado) que cuelga de un hombro.

## Según las «Leyes de Manu»
En el sistema de castas de la India, los brāhmanas son la casta superior. Dicen ser portadores del mismo Brahman, el poder sagrado que sostiene el universo. En el pasado fueron considerados como dioses entre los hombres (o incluso como dioses de dioses, como lo afirman las Leyes de Manu.
Según este libro, los brāhmanas tenían el poder de hacer y deshacer dioses según su deseo, puesto que eran los señores de la creación y del dharma (la religión).

De todas las criaturas, las mejores son las criaturas animadas, y de las criaturas animadas, las mejores son aquellas que viven de su ingenio, y de aquellas que viven de su ingenio, las mejores son los brāhmanas. [...] Cuando nace un brāhmana, nace superior a la Tierra entera, es señor de todas las criaturas y tiene que guardar el secreto del dharma. Todo lo que existe en el mundo es propiedad privada del brāhmana. Por la alta excelencia de su nacimiento, tiene derecho a todo. Esto es, es él quien goza, quien viste, quien da a otros, y es a través de su gracia que otros gozan.
Manu, 1.96-101

Las funciones del brāhmana son el estudio y la enseñanza de los Vedas y los smriti y el sacrificio a los dioses. Los brāhmanas son los guardianes del conocimiento del Veda y tienen el deber de instruir a las otras dos castas de “nacidos dos veces”, los chatrías (militares y políticos) y los vaishias (campesinos y comerciantes), pero jamás debe instruir a los shudrás (esclavos) y mucho menos a los intocables, puesto que ese es un pecado que el rey chatría debe castigar mediante la tortura física.
Este conocimiento védico incluye muchos aspectos, como son:  filosofía, religión, medicina, artes y estrategia militar. Y con su enseñanza los brahmanes retribuyen a la comunidad.